# Jorden er giftig
 For alternative betydninger, se Jorden er giftig (flertydig). (Se også artikler, som begynder med Jorden er giftig)
Jorden er giftig er en leg, der består i at man løber/kravler/klatrer rundt på diverse ting. Hvis man kommer til at røre jorden (gulvet), har man tabt og er ude.
Legen kan også leges som en slags tagfat. Legen er meget populær blandt børn i Danmark og kan leges både ude og inde og stort set overalt. Der vælges en person, der har, og personen skal så prøve at fange de andre, der er med i legen, selvfølgelig uden at røre jorden eller gulvet. Hvis personen, der har, siger "tik" og samtidig rør ved en person, er det personen der blev "tikket", som har.